# Etah
 For alternative betydninger, se Etah (flertydig). (Se også artikler, som begynder med Etah)
Etah er en fraflyttet bygd i den tidligere Qaanaaq Kommune i det nordvestlige i Grønland. Den ligger inderst i Smith Sund, på Grønlands vestligste næs Kap Alexander.
Da den var beboet var det den nordligste bosættelse i verden, men det hårde klima med næsten konstant iskold nordenvind har medført, at bygden nu ikke længere er beboet.
Havet er sædvanligvis frosset til fra oktober til juli, og den canadiske Ellesmere Island er kun 50 km væk, så jagtture kan startes derfra. Der er god jagt i området, særlig efter hvalros og isbjørn. Ligesom der er flokke af moskusokser.

## Udgravninger efter Dorset-kulturens bosættelse
I 2006 blev der fundet et langhus fra Dorset-kulturen i Etah; det hidtil største langhus, som er fundet på Grønland. Langhuset er 41,5 meter langt og har tre ildsteder. Udgravningen er et resultat af et samarbejde mellem Grønlands Nationalmuseum og Arkiv og amerikanske museumsfolk.